# ريكارد بيرغ
ريكارد بيرغ هو لاعب كرة مضرب سويدي، ولد في 14 يونيو 1966 في أوربرو في السويد.

## وصلات خارجية
- ريكارد بيرغ على موقع رابطة محترفي التنس (الإنجليزية)
- ريكارد بيرغ على موقع الاتحاد الدولي لكرة المضرب (الإنجليزية)
- ريكارد بيرغ على موقع كأس ديفيز (الإنجليزية)
- ريكارد بيرغ على موقع خلاصة التنس.كوم (الإنجليزية)